# Julen Arzuaga
Julen Arzuaga Gumuzio (Llodio, Álava, 1972) es un político, escritor, abogado, doctor en derecho constitucional y experto en derechos humanos español, parlamentario de la coalición Euskal Herria Bildu en el Parlamento Vasco, formación de la cual es director de libertades ciudadanas.

## Biografía
Julen Arzuaga nació en Llodio en 1972. Se licenció en Derecho en la Universidad del País Vasco, con posgrado en Derechos Humanos y doctorando en Derecho Constitucional.
En 2000 creó el Observatorio de Derechos Humanos de Euskal Herria y ha trabajado en diversos foros e instituciones de derechos humanos dependientes de la Organización de Naciones Unidas (ONU). Ha sido representante de la ONG Liga Internacional por los Derechos y las Libertades de los Pueblos de la ONU (2000-2004), de la ONG Asociación Internacional contra la Tortura de la ONU (2004-2009) y de la Asociación Europea de Abogados Demócratas (2000-2010).
En 2008 fue procesado por la Audiencia Nacional en el caso 33/2001 contra la plataforma Gestoras Pro Amnistía, aunque fue absuelto.
Desde 2012 es parlamentario de Euskal Herria Bildu en el Parlamento Vasco. También es director del Departamento de Libertades Ciudadanas de la coalición.

## Obras
También es escritor y colaborador en diversos medios. Ha publicado varios libros:
- Oso latza izan da. La tortura en Euskal Herria (2012).[5]
- La maza y la cantera: juventud vasca, represión y solidaridad (2010).
- Legislaciones y medidas excepcionales en el Estado español (2009).
- Violaciones de derechos humanos en el estado español (2006).
- Libertad de expresión, de opinión y derecho de manifestación en Euskal Herria (2004).